# Greta Zocca
Greta Zocca (Vicenza, 27 december 1974) is een voormalig professioneel wielrenster uit Italië. 

## Erelijst
1995
- 3e in Giro della Toscana Int. Femminile
- 1e in Giro della Toscana Int. Femminile

1997
- 1e in Sprintklassement Giro d'Italia Donne

1998
- 1e in 1e etappe Giro d'Italia Donne
- 1e in 2e etappe Giro d'Italia Donne
- 1e in 12e etappe Giro d'Italia Donne

2000
- 1e in GP Liberazione
- 1e in 16e etappe Grande Boucle Féminine Internationale
- 2e in Italiaanse kampioenschappen, wegwedstrijd, Elite
- 1e in Giro del Lago Maggiore - GP Knorr
- 1e in GP Carnevale d'Europa

2001
- 1e in  Italiaanse kampioenschappen, wegwedstrijd, Elite
- 1e in 1e etappe Giro d'Italia Donne
- 3e in 2e etappe deel b Giro d'Italia Donne
- 1e in 3e etappe Giro d'Italia Donne
- 1e in 5e etappe Giro d'Italia Donne
- 1e in 8e etappe Giro d'Italia Donne

## Ploegen
- 1999 — Edilsavino (Italië)
- 2000 — Gas Sport Team (Italië)
- 2001 — Gas Sport Team (Italië)
- 2002 — Figurella (Italië)